# اسون بکرت

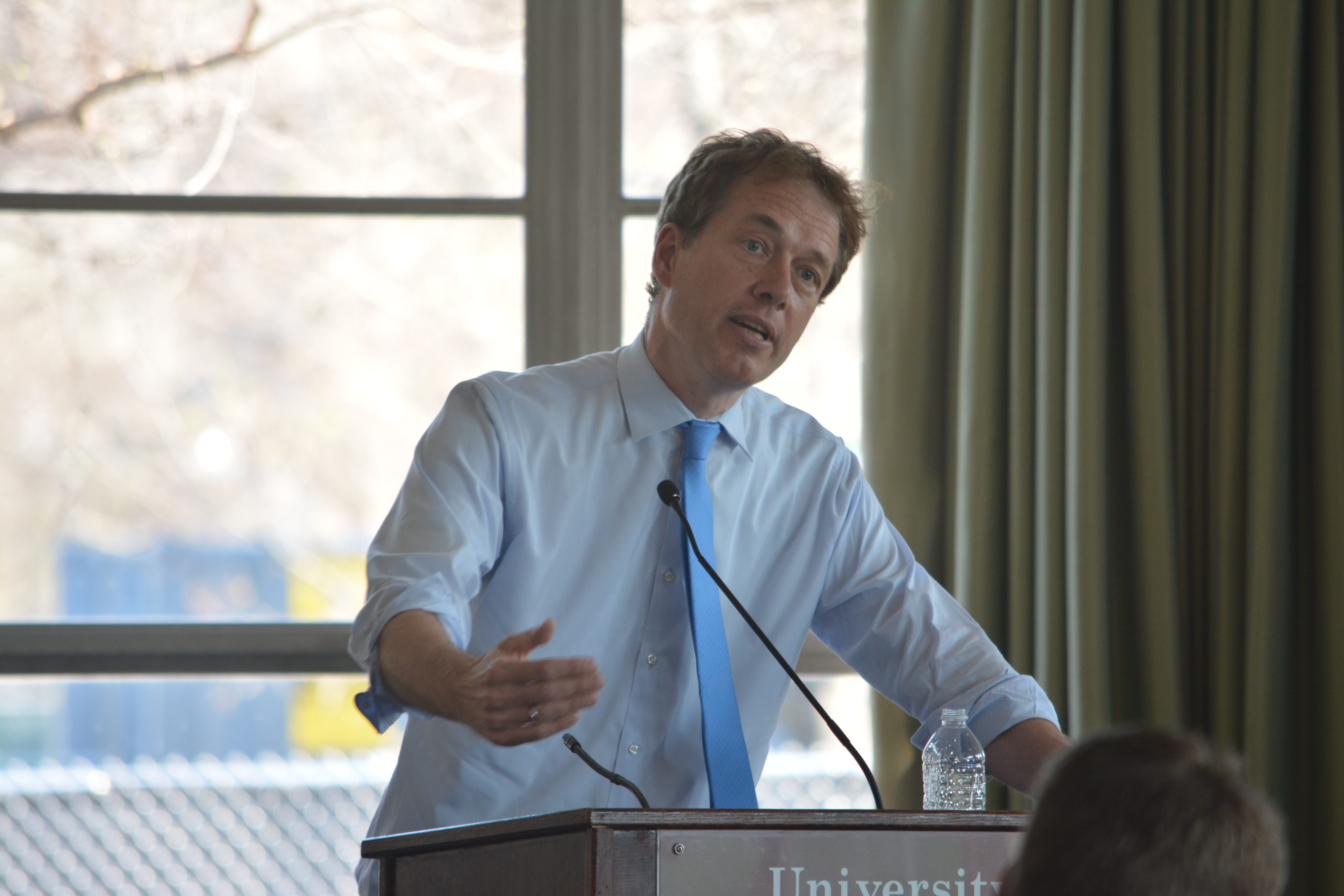
بکرت در حال سخنرانی در دانشگاه ماساچوست

اسون بکرت (به انگلیسی: Sven Beckert)، تاریخ‌دان آمریکایی و استاد کرسی لارید بل (به انگلیسی: Laird Bell) در دانشگاه هاروارد است.
او دکترایش را از دانشگاه کلمبیا گرفت و عضو موقتی (Fellow) شورای آمریکایی اجتماع‌های دانش‌آموخته شد. او عضو موقت انجمن فریبورگ برای مطالعات پیشرفته گشت. همچنین عضو موقت کتابخانه عمومی نیویورک شد.

## آثار
- The Monied Metropolis. Cambridge University Press. 2001. ISBN 978-0-521-52410-0.
- The American Bourgeoisie, co-edited with Julia Rosenbaum, New York: Palgrave Macmillan, 2010, ISBN 978-0-230-10294-1
- "From Tuskegee to Togo", Journal of American History, September, 2005
- "Emancipation and Empire: Reconstructing the Worldwide Web of Cotton Production in the Age of the American Civil War", American Historical Review, Issue 109 (Dec 2004), pp. 1405–1438. (2004)
- "Democracy and its Discontents: Contesting Suffrage Rights in Gilded Age New York", Past and Present (February 2002), pp. 114–155 (2002)
- Empire of Cotton: A Global History (New York: Alfred A. Knopf, 2014).